# Juventus FC (damer)
Juventus Football Club, även känt som Juventus Femminile eller Juventus Women, är en italiensk damfotbollsklubb i Turin, Italien. Laget grundades 2017 och har sedan dess vunnit Serie A Femminile fem gånger. 

## Historik
Giuseppe Marotta, tidigare företagsledare för sport i Juventus, tillkännagav i Maj 2017 grundandet av Juventus Women. Damlaget bildades 1 Juli 2017 som en del av Juventus satsning för att främja jämställdhet inom damfotboll. Laget köpte sin Serie A licens från ASD Cuneo Calcio Femminile, vilket gjorde att laget direkt placerades i Italiens högsta liga.
21 Juni 2017 tillkännagav klubben att den tidigare F-17 landslagstränaren Rita Guarino skulle bli den första tränaren i lagets historia. Detta skulle bli början på en lång era där Juventus dominerade. 
I Maj 2021 meddelade Guarino att hon lämnar klubben. Inför säsongen 2021-2022 tog Joe Montemurro över som huvudtränare. Sedan dess har laget vunnit en ligatitel och 3 cuptitlar. 

### Historiska händelser
Juventus spelade sin första officiella Serie A match 2017 mot Atalanta Mozzanica och vann med 3-0. I matchen gjorde Barbara Bonansea det första officiella seriemålet för laget. Laget vann också seriefinalen mot Brescia Calcio efter straffar, och vann därmed sin första titel.
Säsongen 2018-2019 vann Juventus sin första cuptitel. Laget vann också ligan samma säsong, vilket gjorde att laget vann sin första dubbel (engelska: Double).
Säsongen 2020-2021 lyckades Juventus vinna deras fjärde raka ligatitel efter en perfekt säsong. Det betyder att under säsongens gång vann laget samtliga seriematcher.
Säsongen 2021-2022 vann Juventus Serie A, Coppa Italia och Supercoppa italiana. Detta blev lagets första trippel (engelska: Treble).

## Arenor
Sedan grundandet av Juventus 2017 har laget spelat sina hemmamatcher på "Campo Ale & Ricky" som är belagt i Juventus träningscenter i Vinovo. Undantag har förekommit då laget spelat slutmatcher i UEFA Women's Champions League. I dessa fall har matcherna spelats på Juventus stadium, herrarnas hemmaarena. Inför säsongen 2023-2024 meddelade klubben på deras hemsida att laget skulle få en ny hemmaarena, Campo Polisportivo Alessandro La Marmora eller Pozzo-Lamarmora stadium. Detta ansågs vara ett stort framsteg för klubben, då den nya arenan har en mycket större maxkapacitet.